# Sallie Wyatt Stewart
Sallie Wyatt Stewart, född 1881, död 1951, var en amerikansk aktivist. 
Hon var ordförande för National Association of Colored Women 1928–1933. 